# Castillo de Monasterio de Rodilla
El castillo de Monasterio es una fortaleza construida, seguramente, en el siglo IX en una cresta rocosa sobre el municipio de Monasterio de Rodilla, provincia de Burgos. Ha sido declarado Bien de Interés Cultural y Patrimonio histórico de España. En la actualidad solo quedan ruinas de su perímetro y de la torre del homenaje. Desde la impresionante peña en la que se ubica se contempla una espléndida panorámica de la comarca de La Bureba.

## Historia

### Origen
El conde Diego Porcelos se asentó en Burgos en el año 884. El castillo de Monasterio se construyó en este momento para proteger los nuevos territorios en los que se iban asentando colonos, formando desde Burgos una línea defensiva con otros nuevos castillos como el castillo de Úrbel; o el castillo de Pancorbo construido pocos años antes. La fortaleza de Monasterio de Rodilla aparece nombrada por primera vez en un documento del año 1011.

### Pertenencia a Navarra (1035-1054)
El asesinato del conde García Sánchez de Castilla en 1028 hizo que Castilla fuese heredado por Sancho III el Mayor, rey de Navarra, por el matrimonio de este con la hermana de García, Mayor de Castilla. Con la muerte de Sancho en 1035 su testamento modificó la frontera entre Castilla y Navarra, y la región de La Bureba pasó a ser navarra.
Se conoce que Lope Fortunionis señoreaba la fortaleza en el año 1048 en nombre del rey García III, heredero de Sancho en el trono de Pamplona. Tras la batalla de Atapuerca en 1054 los navarros abandonaron la fortaleza y la comarca retornó a Castilla.

### Señorío de los Velasco
En el 1170, Alfonso VIII se lo donó en arras a Leonor Plantagenet. En el 1188 se incluyó en la dote de doña Berenguela. En el siglo XIV pasó sucesivamente a diversos dueños hasta que don Juan Fernández de Velasco lo adquirió en el 1398, formando parte de las inmensas propiedades de los Velasco. Pero tal vez por su ya escasa importancia estratégica, a partir de este siglo sufrió continuos cambios de dueños.

## Estructura y conservación actual
El castillo presentaba planta pentagonal adaptándose al perímetro de la peña donde se ubica. La torre del homenaje y la puerta principal se situaban al norte. Al sur tenía una terraza amurallada que completaba el recinto amurallado.
Actualmente apenas se conservan las ruinas de su torre y los cimientos de su perímetro. En uno de los lienzos de muralla que aún se conserva, estuvo embutida hasta principios del siglo XX una lápida con una inscripción en latín que fue expoliada y hoy se encuentra desaparecida. Dicha lápida formaría parte de un monumento funerario de época romana antes de ser usada para la construcción del castillo. Sin duda, sus constructores aprovecharon el material que encontraron de las ruinas de la antigua ciudad romana de Tritium Autrigonum. De esta lápida en la muralla quedan vestigios gráficos gracias al Archivo Photo Club (actualmente en el Archivo Provincial de Burgos).